# Diplocephaloides saganus
Diplocephaloides saganus là một loài nhện trong họ Linyphiidae.
Loài này thuộc chi Diplocephaloides. Diplocephaloides saganus được Friedrich Wilhelm Bösenberg & Embrik Strand miêu tả năm 1906.